# Gitaarelement

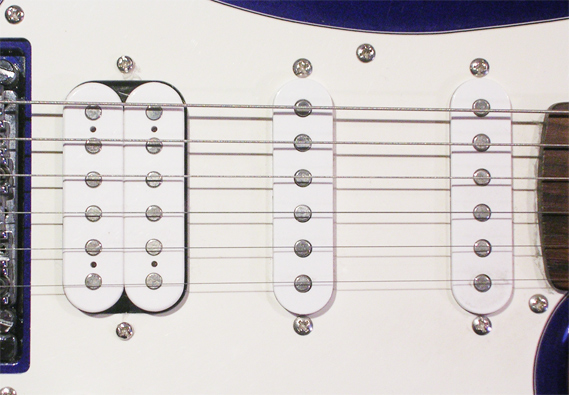
Gitaarelementen (links een dubbelspoelselement; midden en rechts enkelspoelselementen)

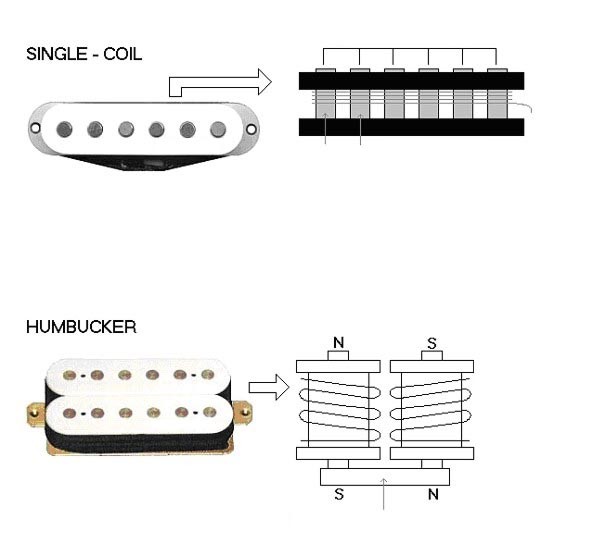
Schematische afbeelding van een "single coil" en een "humbucker"

Enkelspoelsopnemer. De spoel is verbonden met een meter die de verandering in voltage aangeeft wanneer de snaar trilt. Dit signaal wordt normaal doorgegeven aan de versterker.

Een gitaarelement (ook wel pick-up genoemd) is een opnemer voor een elektrische gitaar. Een gitaarelement zet de trillingen van de snaren om in een elektrisch signaal, dat vervolgens weer kan worden versterkt met behulp van een gitaarversterker.
De allereerste gitaarelementen bestonden uit een elektrische spoel, opgebouwd uit geïsoleerde koperdraad gewikkeld om een permanente magneet. Dit type gitaarelement wordt onder de stalen snaren gemonteerd. De snaren bevinden zich in het magnetisch veld van het gitaarelement. Als de stalen snaar wordt aangeslagen zal door de trilling het magnetisch veld veranderen, waardoor er in de spoel door inductie een elektrische wisselspanning opgewekt wordt, die kan worden versterkt via een versterker. De wisselspanning heeft dezelfde frequenties als de trilling van de snaar.
Er bestaan verschillende typen gitaarelementen:
- Enkelspoelsopnemer (single coil pick-up)
- Dubbelspoelsopnemer (humbucker pick-up)
- Piëzo-opnemer (piëzopick-up)
- Actieve opnemer (active pick-up)

Veel gitaren hebben verschillende soorten elementen gecombineerd: twee humbuckers met een single coil, twee humbuckers met piëzo, enz.

## Soorten

### Enkelspoelsopnemer
De single coil pickup of enkelspoelselement is vooral bekend door zijn specifieke, hoge, ietwat iele toon, bekend van gitaristen als Jimi Hendrix en John Frusciante (Red Hot Chili Peppers). Het element wordt in diverse gitaren gebruikt, vooral Fenders. Single coils klinken helderder dan dubbelspoelselementen, omdat er minder boventonen weggefilterd worden. Dit komt doordat enkelspoelers over het algemeen een lagere impedantie hebben.

### Humbucker
De humbucker is een dubbelspoelelement. Het bestaat doorgaans uit twee naast elkaar liggende elementen die in tegenfase geschakeld zijn. Ook humbuckers waarbij de twee spoelen gestapeld zijn ("stacked") komen voor. Een humbucker klinkt warmer en voller dan een single coil (enkelspoel). Bekende gebruikers zijn gitaristen als B.B. King en Slash.

De Gibson-technicus Seth Lover vond in 1955 de "humbucker" uit. "Humbuckers" zijn ongevoelig voor externe magnetische storingen. Ze zijn in serie geschakeld en staan uit fase. Hierdoor wordt de stoorinductie geneutraliseerd, die ontstaat onder andere door het oppikken van het magnetische wisselstroomveld in de buizenversterkervoedingstrafo's. Omdat de ene spoel in de noordzijde van het magnetisch veld valt en de andere in het zuidelijke deel, (de eigenlijke magneet zit in het midden onder de spoelen en magnetiseert de ijzeren pooltjes die in de spoelen zitten) is er een tegengestelde polariteit en zal de door de snaren opgewekte spanning juist niet uitdoven maar gedupliceerd worden. De output is overigens niet exact tweemaal zo hard als bij een spoel, omdat de impedantie ook verdubbeld wordt, wat het signaal dempt.
Meerdere pogingen zijn gedaan om een "humbucking"- en een "single-coil" geluid te kunnen combineren. Tegenwoordig zijn sommige "humbuckers" door een slimme bedrading in en uit fase te schakelen en zelfs als single coil te gebruiken. Doordat de pick-ups ook nog in serie en parallel gemixt kunnen worden zijn met slechts twee "humbuckers" meerdere schakelingen mogelijk.

### Piëzo-pick-up
Het piëzo-elektrisch effect is het verschijnsel dat kristallen van bepaalde materialen onder invloed van druk (bijvoorbeeld buiging) een elektrische spanning produceren en andersom: vervormen als er een elektrische spanning op wordt aangelegd. Gitaarelementen die op dit principe berusten worden voornamelijk toegepast in elektro-akoestische gitaren.

### Actieve pick-up
De actieve pick-up is eigenlijk niet echt een soort pick-up op zich, maar onderscheidt zich van de andere doordat hij zo een lage output heeft dat in de gitaar een voorversterker moet worden ingebouwd. Vaak zijn piëzo pick-ups actief, en ook single coils en humbuckers zijn in sommige gevallen actief. Het geluidssignaal, dat door de pick-up geproduceerd wordt, wordt in de gitaar al versterkt door een elektronische schakeling die gevoed wordt door een of meer batterijen. Die voedingsspannjng varieert van drie tot achttien volt.
Actieve pick-ups vindt men vooral terug in metal-gitaren zoals bv. Jackson en ESP (o.a. gebruikt door Metallica) . Een merk dat vooral bekend is door haar actieve elementen is EMG.

### Hexafonisch element

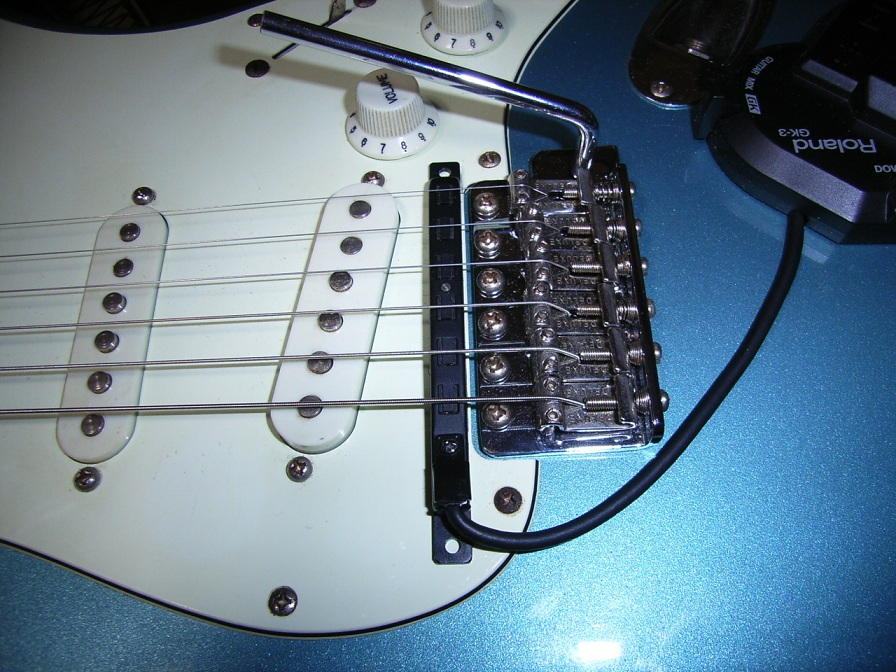
Een gitaar met naast de brug een hexafonisch element van Roland; op de achtergrond de GK-3 controller

Een hexafonisch element is een element dat per snaar een apart element heeft. De zes signalen van een hexafonisch element worden afzonderlijk van elkaar naar een interface gestuurd die het signaal in MIDI kan omzetten, waarna het door een (digitale) synthesizer of sampler kan worden weergegeven als een heel ander instrument. (bijvoorbeeld pianosnaren). Deze elementen kunnen zowel magnetische als piëzo-elementen zijn. De bekendste fabrikant van deze elementen is Roland en ze worden soms synthesizerelement genoemd. Ook kunnen de zes gescheiden signalen door een al dan niet intern computertje met gitaarmodeling-techniek worden omgerekend zodat een gitaar als ieder ander type gitaar kan klinken. Voorbeelden hiervan zijn te vinden in de Line 6 Variax en de Fender VG Stratocaster.

## Hexafonische piëzo pickup
Begin de jaren 2000-2010 begon Line 6 met de productie van een elektrische gitaar: de Line 6 Variax die voorzien is van een hexafonische piëzo pick-up die actief voorversterkt wordt door een interne elektronische schakeling. Met deze schakeling streeft dit merk ernaar om andere bekende gitaarmodellen zo veel mogelijk te benaderen. Dit piëzo element is tussen de kam en de kast geplaatst en omdat de piëzo pick-up voornamelijk de trillingen van de snaren opneemt, en er minder invloeden zijn van bijvoorbeeld het hout, wordt er een zeer zuivere klank opgenomen die door de elektronica digitaal omgevormd kan worden tot een klank met een specifiek gewenste klankkleur.
Door deze uitvinding van Line 6 is het nu dus mogelijk om een goedkopere gitaar te laten klinken als de dure modellen zoals de Gibson Les Paul. Er zijn mensen die sceptisch zijn over deze mogelijkheden en de voorkeur geven aan de oorspronkelijke dure vintage gitaren. De klank van een elektrische gitaar wordt namelijk niet alleen door de gitaar zelf bepaald, maar o.a. ook door de versterker, de buizen/transistors in de versterker, de luidspreker. Door de grote reeks variabelen is de vertaling van een piëzo-signaal naar een 'echt, authentiek' geluid complexer dan een eenvoudige aanpassing met een multibandfrequentiefilter, zoals die in de Line 6-gitaren aanwezig is.
Daarnaast wordt er door dit merk geen rekening mee gehouden dat een element uit een bepaald type gitaar een karakteristieke audiofeedback heeft. Deze klankkleurkarakteristiek is onmogelijk te vertalen uit een snaartrilling, omdat deze er compleet los van staat. De audiofeedback komt vooral voor bij single coil elementen.

## Positionering van de pick-up
De positie van de pick-up op de gitaar bepaalt in grote mate het geluid van de gitaar. Een brug-element geeft een heldere klank, een hals-element een ronde klank. Het amplitude-verschil tussen de grondtoon en de boventonen is bij de halspositie groter dan de bij de brugpositie. De Stratocaster heeft nog een derde pick-up ertussenin. Met een schakelsysteem kunnen combinaties van de verschillende signalen gecombineerd worden. Deze switch had eerst drie standen. Omdat hij bij de gitaristen smerig begon te worden bleef hij tussen twee standen inhangen. Dit wordt vaak uit fase genoemd. De juiste benaming is echter een tussenfase. Fender zelf vond dit een lelijk geluid, maar op verzoek van gitaristen veranderde hij de setup van de "stratocaster" toch om dit effect te kunnen creëren. Sultans of Swing van Dire Straits is een voorbeeld van een lied dat in tussenfase wordt gespeeld.

## Volumeregeling
In het algemeen geldt dat bij een hogere weerstand van de volumeregelaar er meer hoge tonen hoorbaar zijn.
Bij "humbuckers" wordt vaak een potentiometer van 500 kΩ gebruikt om het volume te regelen. "Humbuckers" hebben een hogere interne weerstand en dus minder hoogfrequente output.
Bij enkelspoelers is een volumeregelaar van 250 kΩ gebruikelijk. Nog hoger maakt de klank ondragelijk schel.
Op gitaren met zowel enkelspoelers als "humbuckers" komt het dan ook vaak voor dat de enkelspoelers te schel klinken doordat een 500 kΩ volumeregelaar is gebruikt, of de "humbucker" juist te dof omdat er voor een 250 kΩ volumeregelaar is gekozen. Een enkele keer wordt voor een compromis van 330 kΩ of 380 kΩ gekozen.

## Magneten
Ook de magnetische eigenschappen van de magneten drukken een duidelijk stempel op de weergegeven klank. Zo worden Alnico-II en de iets sterkere Alnico V (en zeldzamer Alnico III) met een vintage klank geassocieerd. Keramische magneten zijn veel krachtiger en goedkoper, de klank wordt vaak met goedkopere inferieure elementen geassocieerd hoewel een goed ontworpen element met keramische magneten niet per definitie goedkoop hoeft te klinken.
De laatste jaren is de neodymium-magneet in opkomst vooral voor gitaren die veel output-signaal moeten hebben (voornamelijk metal-gitaren) zijn deze krachtige magneten geliefd.
Op vintage Fender Stratocaster elementen hebben de magneetpooltjes verschillende hoogtes. Dit was bedoeld om te compenseren voor de kleinere straal van de toets, dus sterkere bolling. Het pooltje onder de B-snaar ligt vaak een stuk dieper. Dit is omdat de B-snaar vroeger krachtiger resoneerde met de constructie van een Stratocaster. Tot de jaren 60 was de G-snaar omwonden. Zouden alle pooltjes een gelijke hoogte hebben, dan zouden de dunnere hoge E-snaar en de omwonden G-snaar door de B-snaar overstemd. Tegenwoordig kunnen de fabrikanten snaren met een gelijkmatiger verdeling van de klanksterkte maken. Ook is de bolling van de toets op moderne gitaren een stuk vlakker. Op moderne elementen hebben de pooltjes daarom meestal een gelijke hoogte.
"Lace Sensoren" zijn een serie enkelspoelers van fabrikant AGI Lace die met 36 kleine ferrietmagneten en een magnetische afscherming zijn uitgerust waardoor het magnetisch veld kleiner wordt gehouden en de elementen nauwelijks gevoelig zijn voor de magnetische 50 Hz brom van het elektriciteitsnet in een ruimte. Het kleinere minder krachtige magnetische veld heeft als bijkomende voordelen dat dit minder hard aan de snaren trekt waardoor de tonen iets zuiverder zijn en de snaren langer door resoneren. De Lace Dually’s zijn dubbelspoels versies daarvan, maar zijn technisch gezien geen hunbuckers maar twee, al dan niet verschillende type, in serie geplaatste enkelspoels Lace Sensoren die in fase staan.
Ook ziet men tegenwoordig elementen met één magneet voor alle snaren. Deze “blade” of “rail” pick-ups hebben een gelijkmatiger klank. Hot-rail elementen zijn "humbuckers" in het formaat van een standaard enkelspoeler met twee "blade"-magneten.

## Poolafstanden
Verschillende merken gebruiken verschillende typen pick-ups, elk met een andere poolafstand.
|                                                                       | 1e-tot-6e | Onderling |
| --------------------------------------------------------------------- | --------- | --------- |
| Standaard ruimte (Vintage Gibson gitaren)                             | 48 mm     | 9,6 mm    |
| F-ruimte (Meeste Fender gitaren, moderne Gibsons, Floyd Rose bruggen) | 51 mm     | 10,2 mm   |
| Dicht bij brug, extra pick-up (Roland guitar synth hex pickups)       | 52,3 mm   | 10,5 mm   |
| Telecaster ruimte (Fender Telecaster)                                 | 55 mm     | 11 mm     |